# Alexandru Alexandrini
Alexandru Alexandrini (* 2. Mai 1902 in Botoșani, Rumänien; † 1981), falsch auch Alexandru Alexandrescu, war ein liberaler rumänischer Politiker und bis 1947 Finanzminister seines Landes.
Alexandru Alexandrini studierte Jura und arbeitete danach zunächst als Anwalt. Dann trat er der National-Liberalen Partei (Partidul Național Liberal) und wurde 1933 als Abgeordneter für Severin ins Parlament gewählt. Im gleichen Jahr wurde er Sekretär bzw. Kabinettschef des Premierministers Ion Duca, der jedoch schon im Dezember 1933 ermordet wurde. Alexandrini blieb Abgeordneter der fortan von Dinu Brătianu geführten Partei bis 1937. Nach der Revolution vom 23. August 1944 trat Alexandrini der von Ex-Premier Gheorghe Tătărescu neugegründeten National-Liberalen Partei – Tătărescu (Partidul Național Liberal – Tătărescu) bei, wurde Mitglied des Parteivorstands und im November 1946 wieder ins Parlament gewählt.
Zusammen mit Tătărescu trat Alexandrini in die kommunistisch geführte Koalitionsregierung unter Petru Groza ein und war vom August 1945 bis zum November 1946 zunächst  Staatssekretär, dann von Dezember 1946 bis zum November 1947 rumänischer Finanzminister. In Alexandrinis Amtszeit fällt u. a. die von der Regierung am 20. Dezember 1946 verfügte Verstaatlichung der Rumänischen Nationalbank, an der die Brătianu-Familie bzw. ihre Partei ein Hauptaktionär war. Als Tătărescu, der gegen die zunehmende kommunistische Umgestaltung opponiert hatte, im November 1947 vom Parlament zum Rücktritt gezwungen wurde, traten auch Alexandrini und die übrigen nationalliberalen Minister bzw. Staatssekretäre zurück. Neuer Parteichef wurde Petre Bejan. Später wurde Alexandrini verhaftet und erst in das Gefängnis von Aiud, dann (1957?) in das Gefängnis von Râmnicu Sărat gebracht, ehe er 1963 freigelassen wurde.